# Svůdná krása
Svůdná krása (anglicky Stealing Beauty, francouzsky Beauté volée, italsky Io ballo da sola) je britsko-francouzsko-italský lyricko-poetický a zároveň i jemně romanticko-erotický snímek režiséra Bernarda Bertolucciho z roku 1996 s Liv Tylerovou v hlavní roli. Scénář napsal režisér snímku Bernardo Bertolucci společně se Suzan Minotovou
Z daleké Severní Ameriky do slunného Toskánska přijíždí devatenáctiletá dívka Lucy Harmonová na návštěvu ke svým známým a příbuzným. Přijíždí na místo, kde o prázdninách pobývala před čtyřmi lety, nyní zde ale hledá svého biologického otce, kterého vůbec nezná, dále také touží po lásce, neboť je panna. V matčině osobním deníku, který zdědila po její nedávné smrti, si přečetla, že její k matka přišla do jiného stavu před 20 lety právě zde. Lucy se proto snaží vypátrat, kdo je jejím skutečným otcem, zároveň s tím ale touží po své první velké opravdové lásce. V poklidné společnosti umělecké bohémy se jí nakonec obé podaří, zjistí, že jejím biologickým otcem je její nynější hostitel sochař a malíř Ian Grayson.

## Hrají
- Liv Tyler – Lucy Harmon
- Sinéad Cusack – Diana Grayson
- Donal McCann – Ian Grayson
- Rebecca Valpy – Daisy Grayson
- Jeremy Irons – Alex Parrish
- Jean Marais – M. Guillaume
- Rachel Weisz – Miranda Fox
- Joseph Fiennes – Christopher Fox
- D. W. Moffett – Richard Reed

## Soundtracky
1. Hooverphonic: "2 Wicky" (napsal Burt Bacharach)
2. Portishead: "Glory Box" (napsal Geoff Barrow)
3. Axiom Funk: "If 6 Was 9" (napsal Jimi Hendrix)
4. John Lee Hooker: "Annie Mae"
5. Liz Phair: "Rocket Boy"
6. Stevie Wonder: "Superstition"
7. Nina Simone: "My Baby Just Cares For Me" (napsal Walter Donaldson)
8. Billie Holiday: "I'll Be Seeing You" (napsal Sammy Fain)
9. Mazzy Star: "Rhymes Of An Hour" (napsal Hope Sandoval)
10. Cocteau Twins: "Alice"
11. Lori Carson: "You Won't Fall"
12. Sam Phillips: "I Need Love"

## Zajímavosti
- Snímek se stal jednou z prvních hlavních rolí Liv Tylerové, který znamenal zlom v její umělecké kariéře.
- Svoji vůbec poslední vedlejší filmovou roli si zde zahrál francouzský herec Jean Marais.